# Elizabeth Upton
Elizabeth Upton, baronne Templetown est née Boughton vers 1746/47 et est morte le 30 septembre 1823 à Rome. Elle est une peintre, dessinatrice et sculptrice anglaise. Ses dessins sont utilisés par Josiah Wedgwood pour la manufacture de porcelaine Wedgwood. Elle est spécialisée dans le travail détaillé du papier découpé qui s'est bien adapté au jasperware de Wedgwood avec des scènes en bas-relief blanc sur fond coloré.

## Biographie

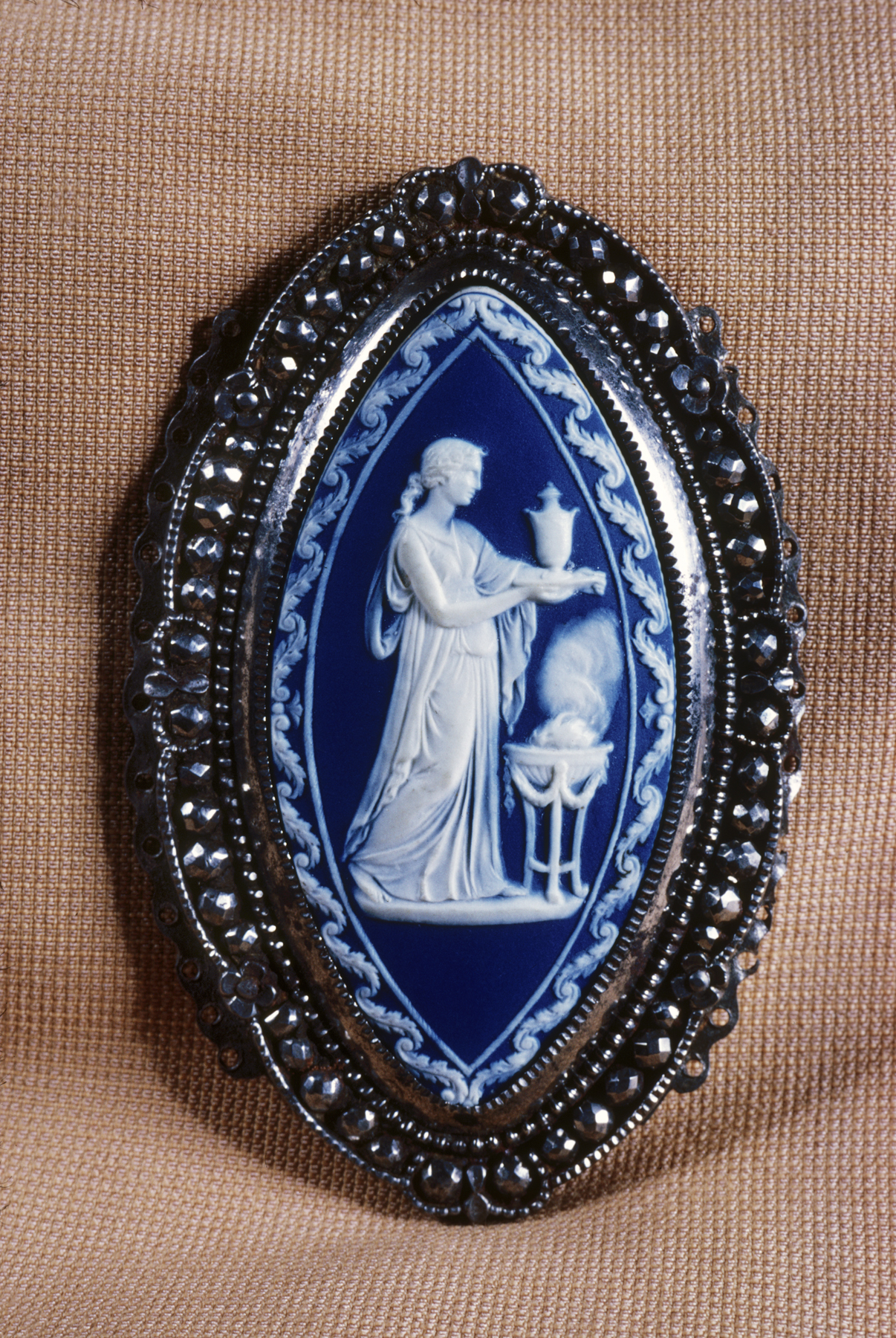
Agrafe de ceinture en jaspe conçue par Lady Templeton et Madame Crew pour Wedgwood au Walters Art Museum

Née dans le Herefordshire, elle est la troisième fille de Shuckburgh Boughton. Sa mère est Mary Greville. Elle est la petite-fille de William Boughton, 4e baronnet. Son frère, Charles, est député.
Elle épouse Clotworthy Upton en 1769. Leur maison familiale est Castle Upton à Templepatrick, dans le comté d'Antrim, en Irlande. En 1776, en reconnaissance de ses services à la famille royale, son mari devient baron Templetown et Elizabeth devient la première dame Templetown.
Josiah Wedgwood choisit pour la première fois l'une de ses créations en 1783, et son catalogue de 1787 la décrit comme ayant un « goût exquis » et des « groupes charmants »,. Plusieurs des modèles utilisés par Wedgwood sont autour des thèmes de la féminité et de la famille. Pour partager ses modèles avec Wedgwood, elle fournit des dessins ou des découpages sur papier de ses créations, puis William Hackwood, un sculpteur employé par Wedgwood, réalise les reliefs concrets à appliquer sur la jasperware.
Elle peint également à l'aquarelle et sculpte dans l'argile. Ses sculptures abordent les mêmes thèmes que ses créations pour Wedgwood ; par ailleurs, elle y inclut ses petits-enfants. Un buste est réalisé de son gendre, le marquis de Bristol.
Elle est une des dames d'honneur de la princesse Amelie et la soigne pendant sa maladie finale ; la princesse lui lègue une somme de 2 000 livres sterling.
Elle devient veuve avec trois enfants en 1785 ; elle gère les domaines familiaux en Irlande jusqu'à la majorité de son fils. Lady Templetown vient à Rome vers la fin de sa vie et y décède en 1823.
Ses enfants sont :
- Clotworthy Upton
- John Upton
- Fulk Greville Howard
- Elizabeth Albana Upton (1775 - 1844)[8], qui a épousé Frederick, 1er marquis de Bristol
- Arthur Upton

Elle figure dans le livre Women Painters of the World de 1905.